# Corto Maltese
Corto Maltese serie af actioneventyrtegneserier, der har navn efter seriens hovedperson, sømanden Corto Maltese. Den blev skabt af den italienske tegneserietegner Hugo Pratt i 1967. Serien er blevet rost som en af de mest kunstneriske tegneserier nogensinde, og den er blevet oversat til utallige sprog.
Hovedpersonen, Corto Maltese, er en gådefuld kaptajn, der lever i de tre første årtier af 1900-tallet. Han blev født i Valletta på Malta, mens det stadig var en del af det Britiske Imperium, d. 10 juli 1887, som søn af en sømand fra Cornwall og en sigøjner fra Sevilla. Hans eventyr er fuld af virkelige historiske begivenheder og referencer, og han møder en række historiske personer, som inkluderer forfatteren Jack London og hans sygeplejerske Virginia Prentiss, Butch Cassidy, flyveresset Den Røde Baron, Ernest Hemingway, Hermann Hesse, James Joyce, Gabriele D'Annunzio, Frederick Rolfe, Joseph Conrad, Sükhbaatar, John Reed, general Roman von Ungern-Sternberg, Enver Pasha af tyrkiet og Sergei Semenov er baseret på Grigory Semyonov.
Det første nummer Balladen om det fordømte hav (Una ballata del mare salato), blev udgivet i på italiensk i 1966. I 1976 udkom den i bogformat og modtog prize for best foreign realistic comic album ved Angoulême International Comics Festival.